# エンリケ・ガルシア・マルティネス
キケ（Kike）こと、エンリケ・ガルシア・マルティネス（Enrique García Martínez、1989年11月25日 - ）は、スペイン・クエンカ県モティージャ・デル・パランカル出身のプロサッカー選手。ラ・リーガ・デポルティーボ・アラベス所属。元スペイン代表。ポジションはFW。

## 経歴

### クラブ
レアル・ムルシアのカンテラで育成され、2009年5月にトップチームデビュー。
2014年7月、チャンピオンシップのミドルズブラFCに270万ポンドで移籍。
2015-16冬の移籍市場でクラブがデヴィッド・ニュージェントとジョーダン・ローズを獲得したことから移籍を志願
。リーズ・ユナイテッドやウルヴァーハンプトンからの関心が伝えられていたが、2016年2月にミドルズブラを退団しSDエイバル に加入した。しかし書類手続きの遅れから選手登録が出来ず、2016-17シーズンまで出場することが出来なくなった。2016年8月のデポルティーボ・ラ・コルーニャ戦でようやく加入後初出場を果たした。
2021年5月25日、2021-22シーズンからCAオサスナに所属することが決まり、3年契約を結んだ。
2023年08月13日、デポルティーボ・アラベスに完全移籍。契約期間は2025年夏までの2年間となる。

### 代表
U-20スペイン代表歴があり、地中海競技大会やFIFA U-20ワールドカップに参加した。

## タイトル
レアル・ムルシア
- セグンダ・ディビシオンB: 2010–11

U-20スペイン代表
- 地中海競技大会: 2009[10]

個人
- セグンダ・ディビシオン年間ベストイレブン: 2013-14